# Meißner Dom

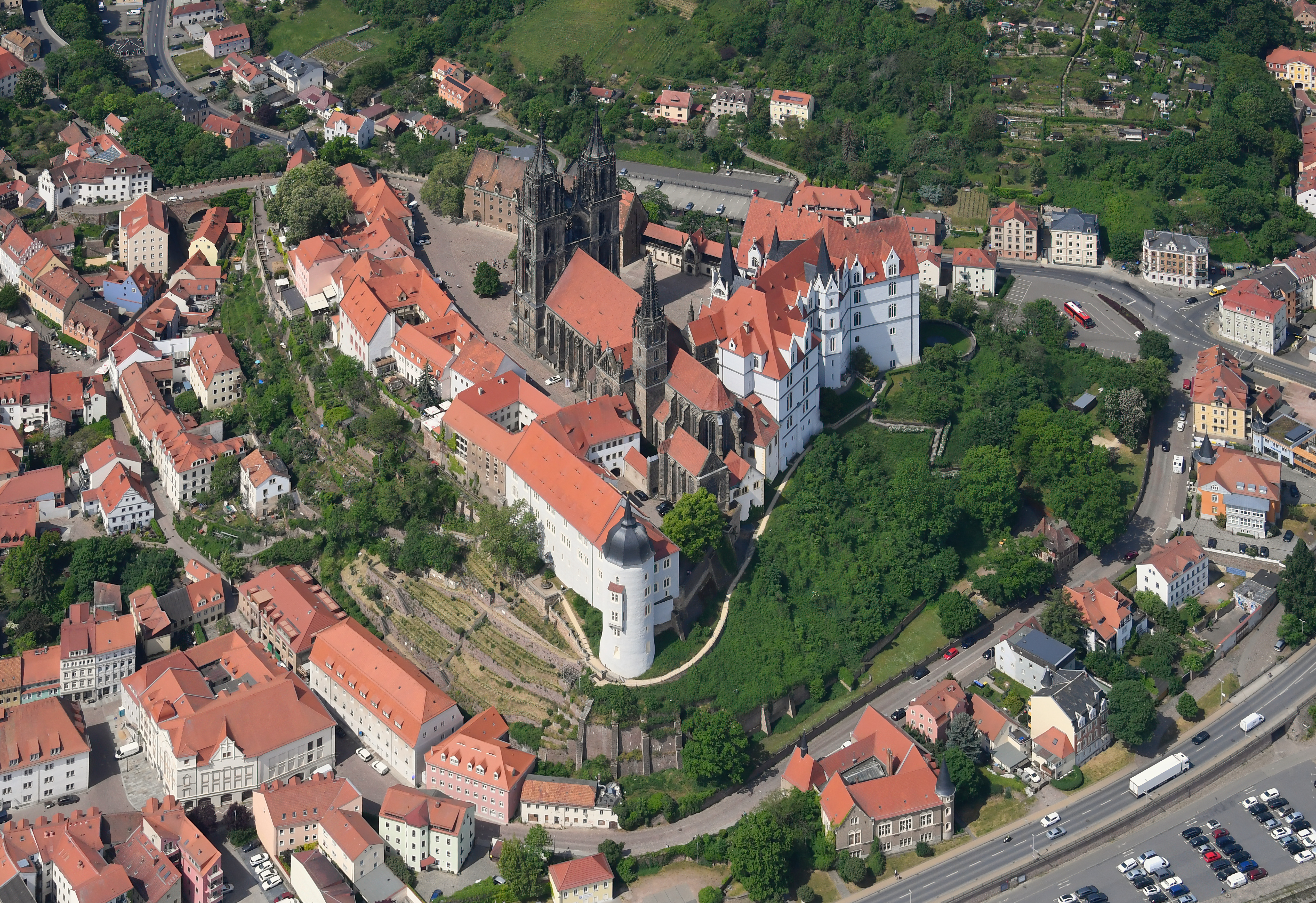
Luftbild des Meißner Doms auf dem Burgberg

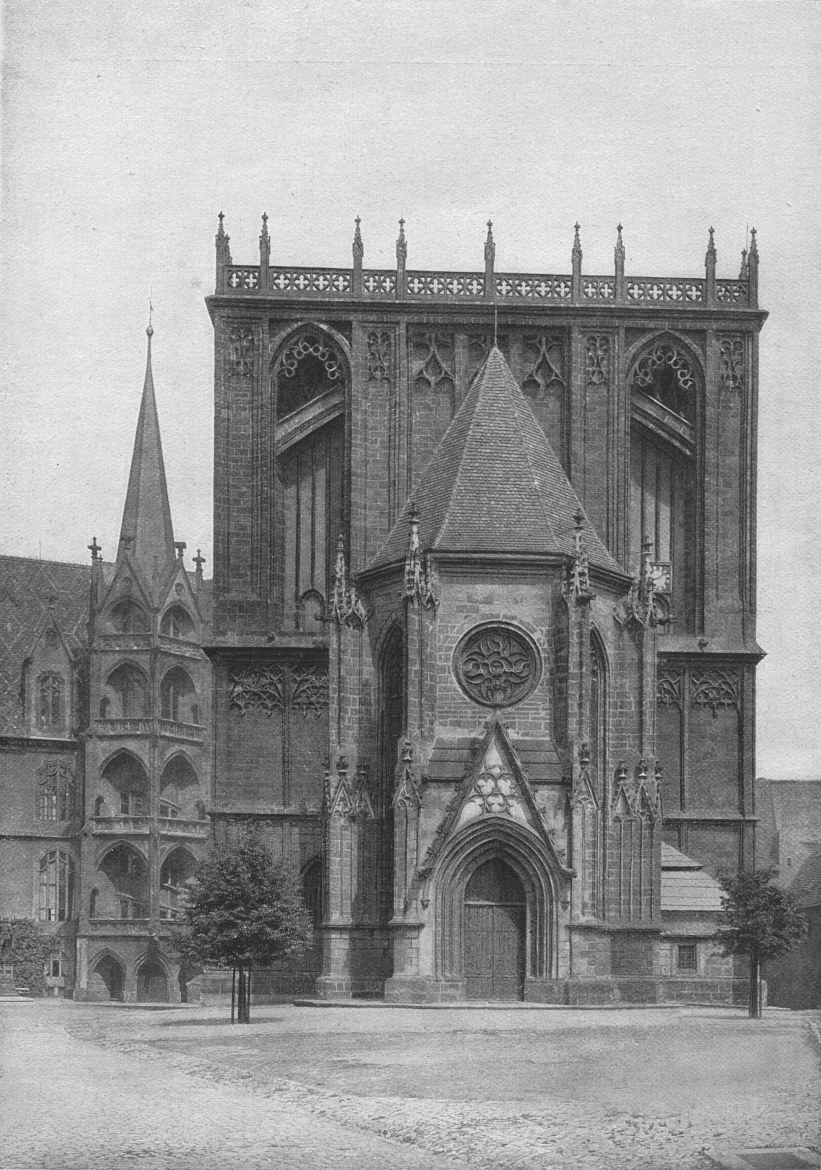
Meißner Dom vor dem neugotischen Ausbau (Messbildaufnahme 1898 von Albrecht Meydenbauer)

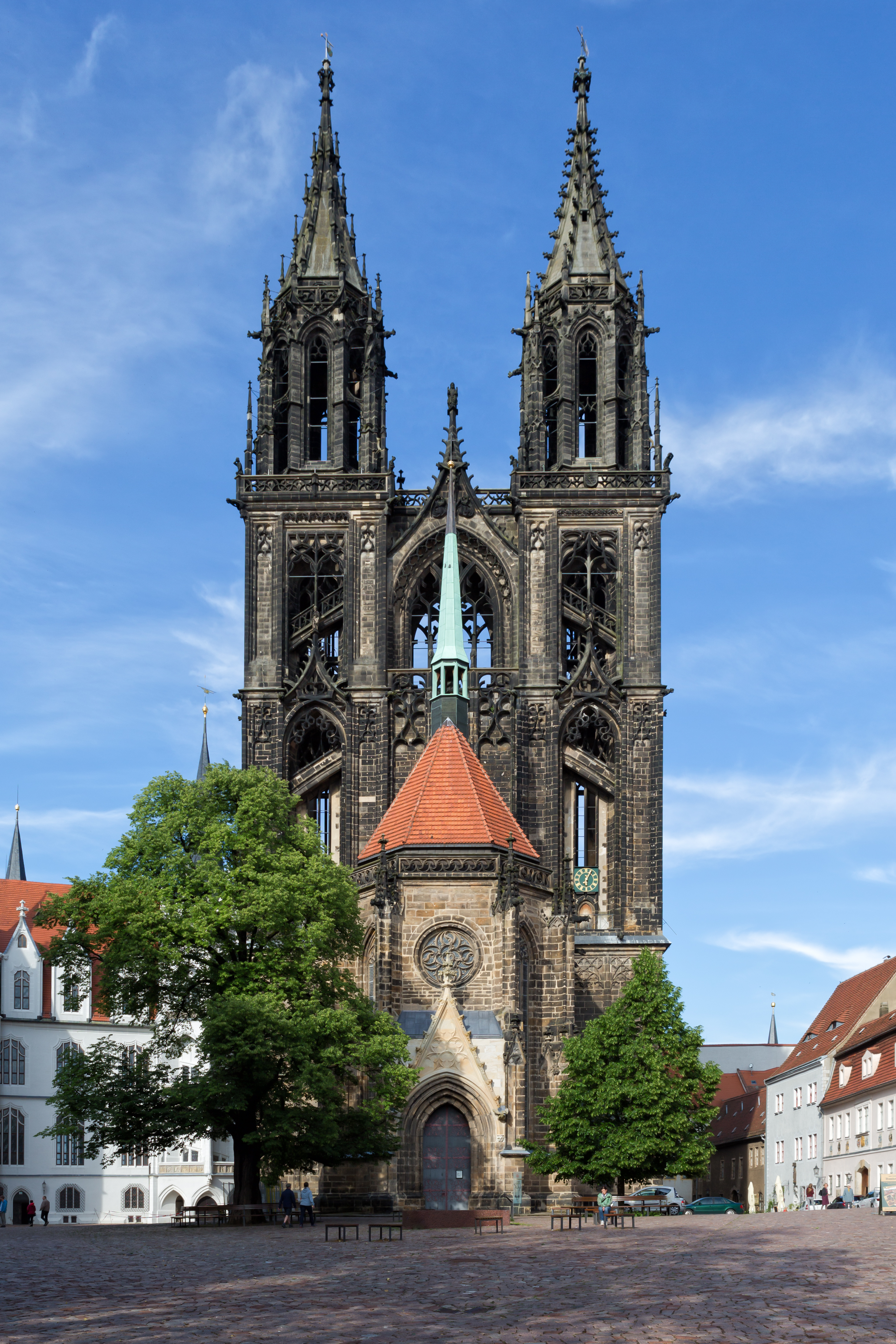
Domtürme

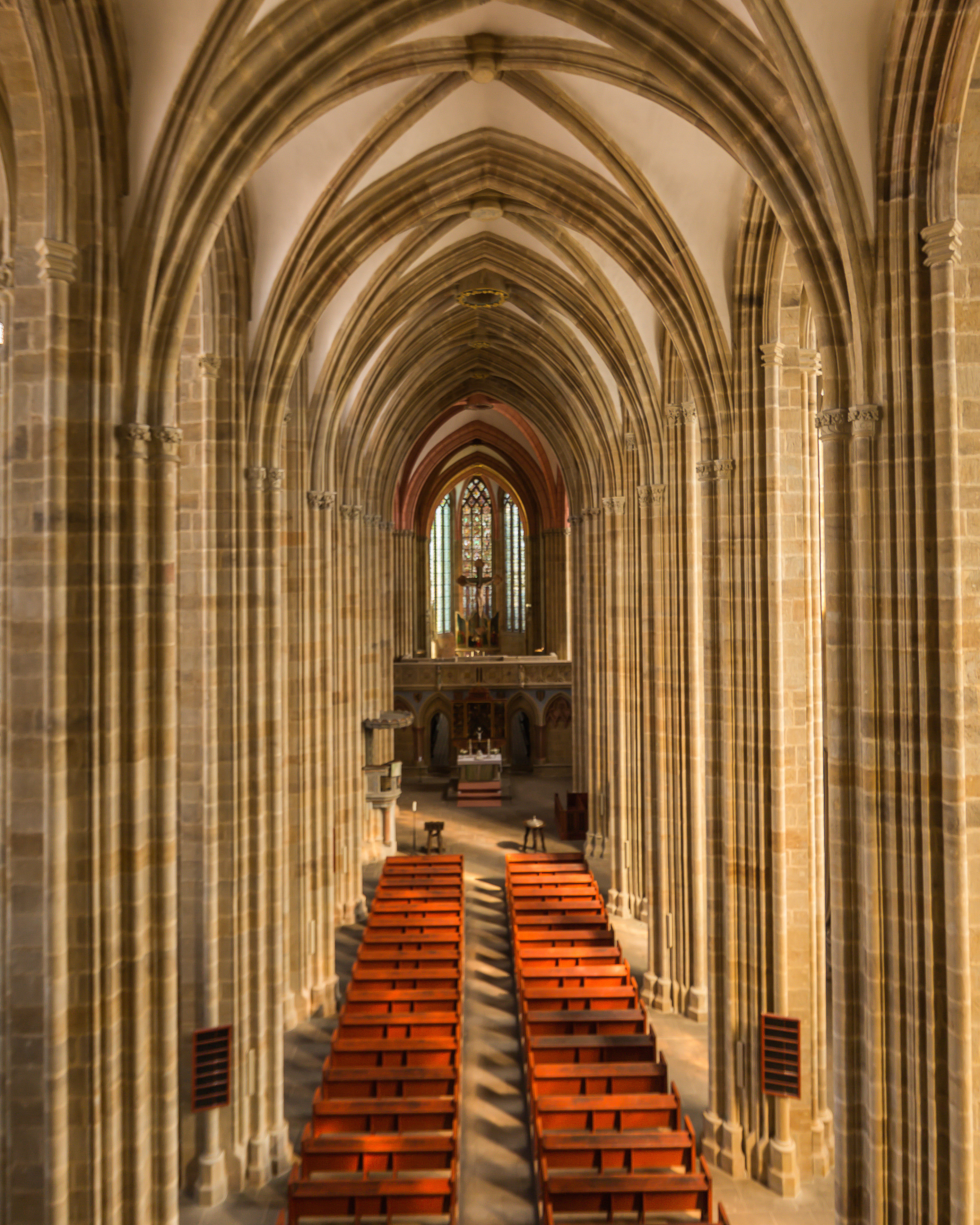
Innenraum nach Osten

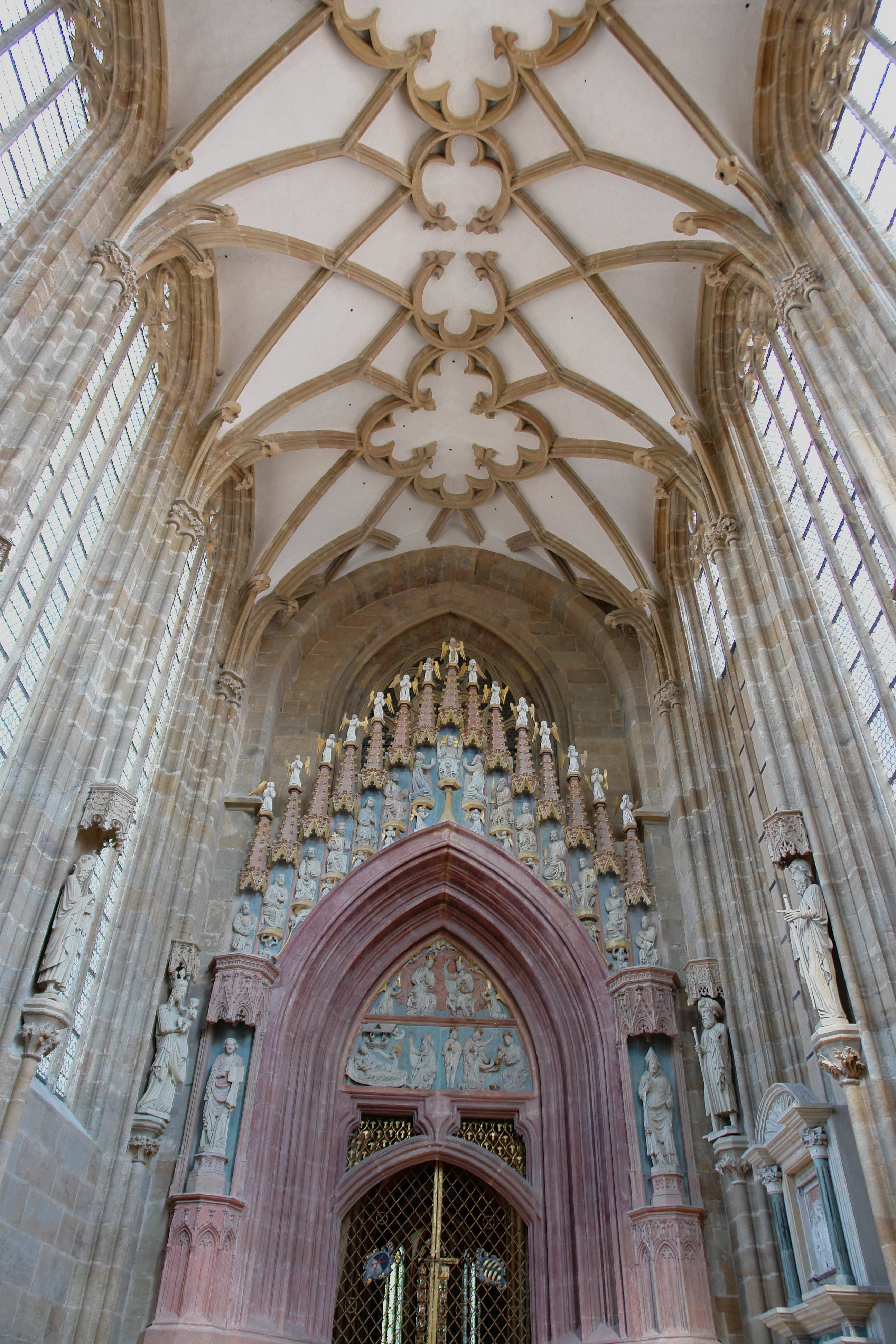
Hauptportal des Doms in der Fürstenkapelle

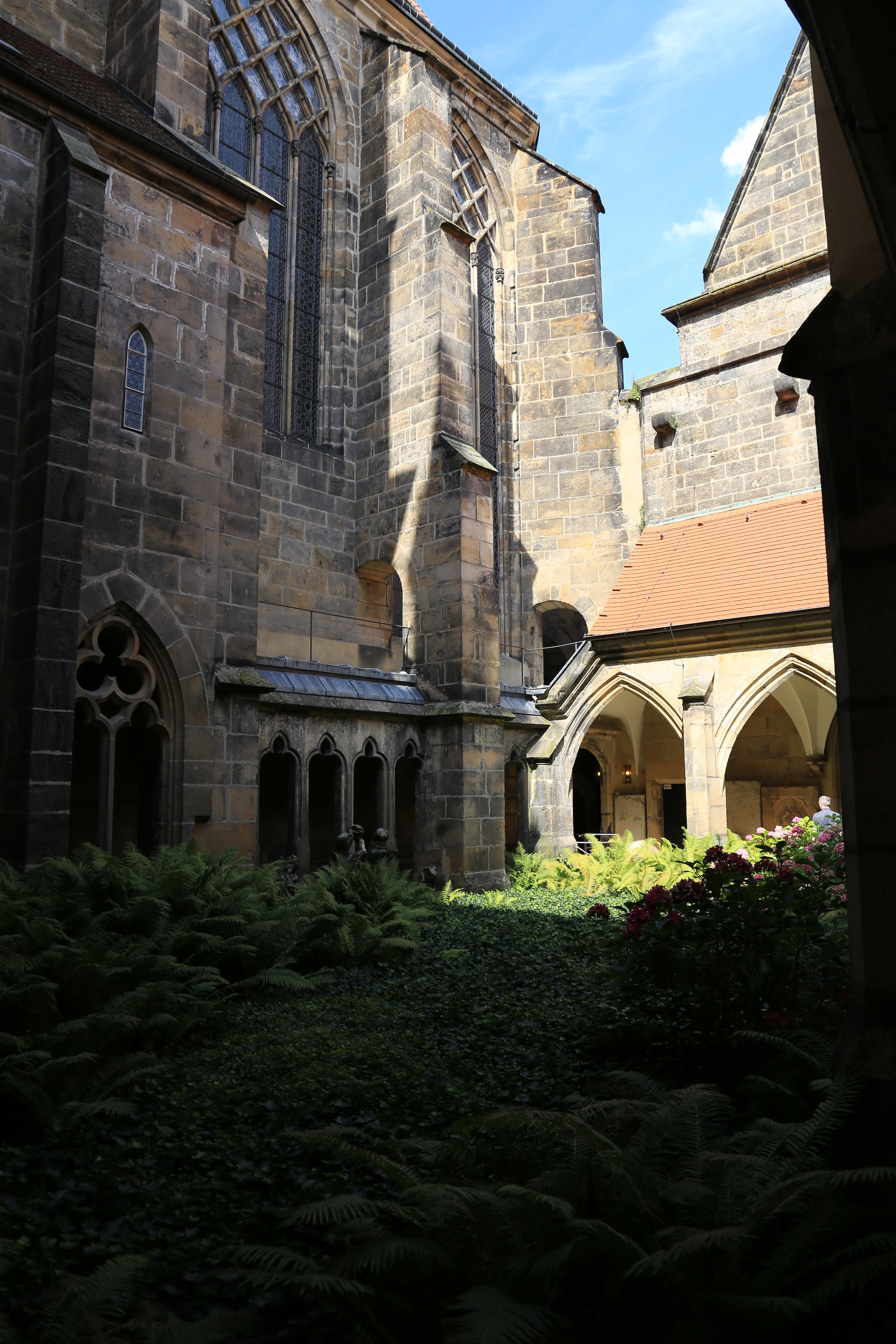
Innenhof des Kreuzgangs mit Blick auf den Chorumgang

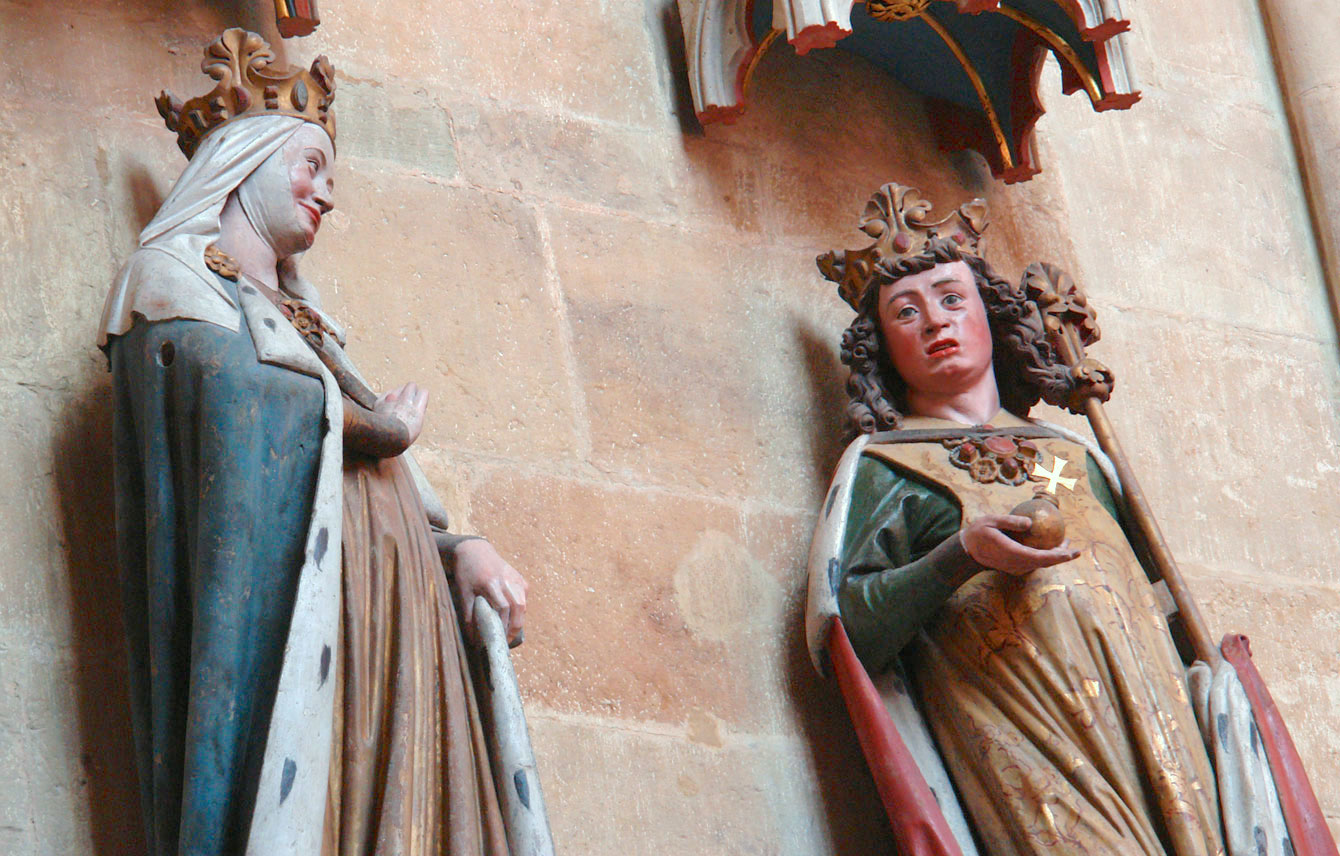
Stifterfiguren

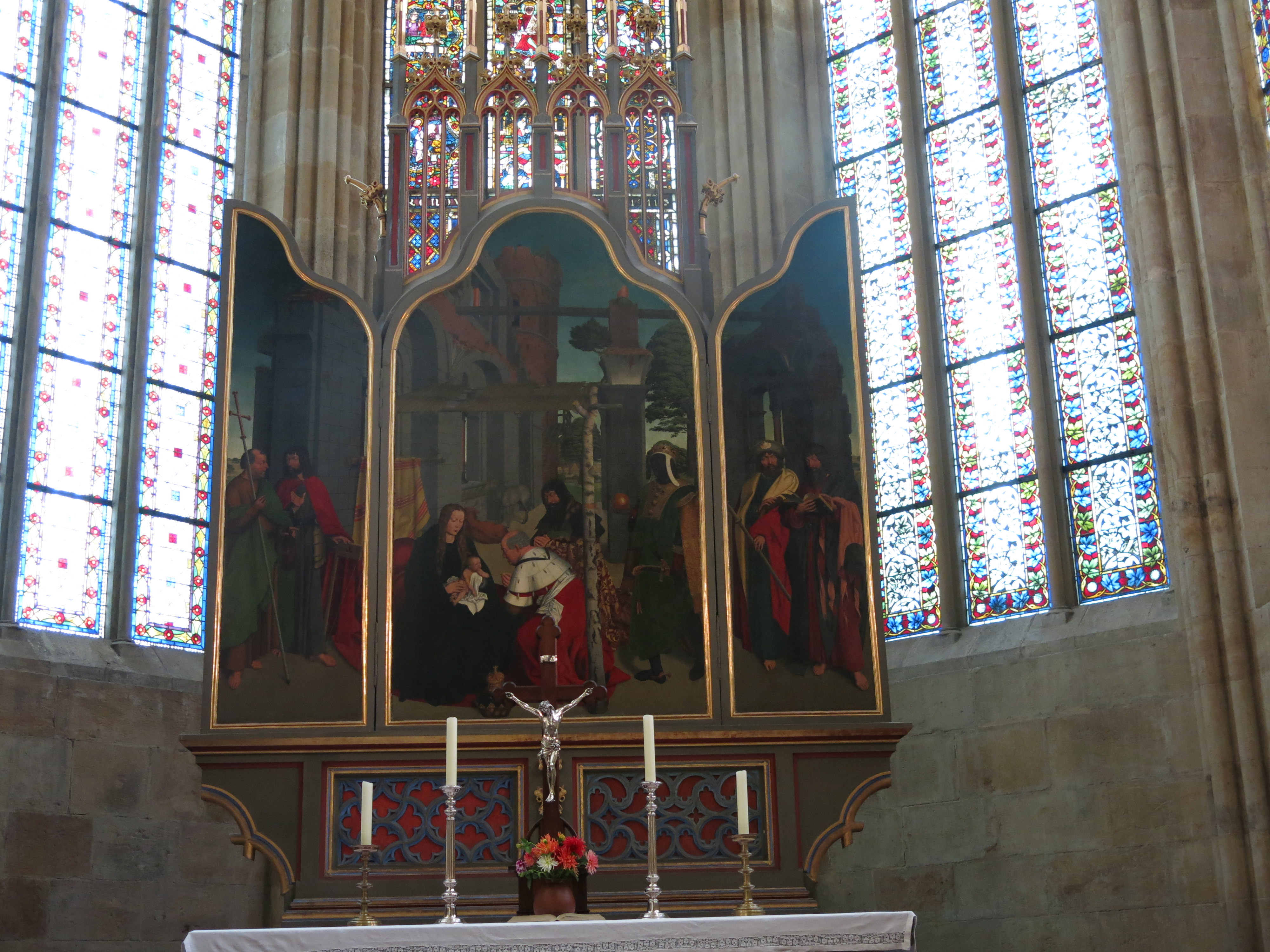
Hochaltarretabel

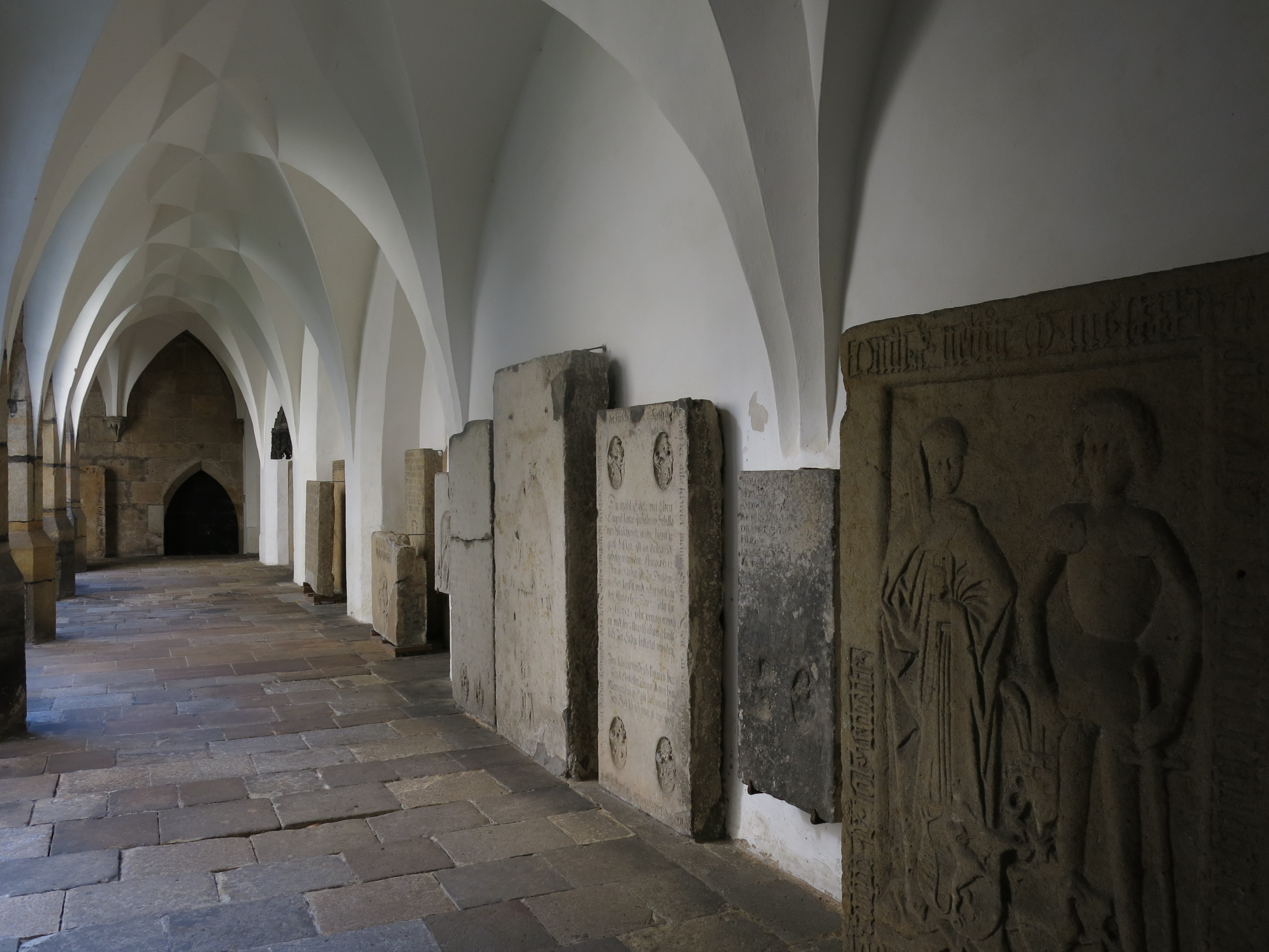
Kreuzgangflügel mit Zellengewölbe

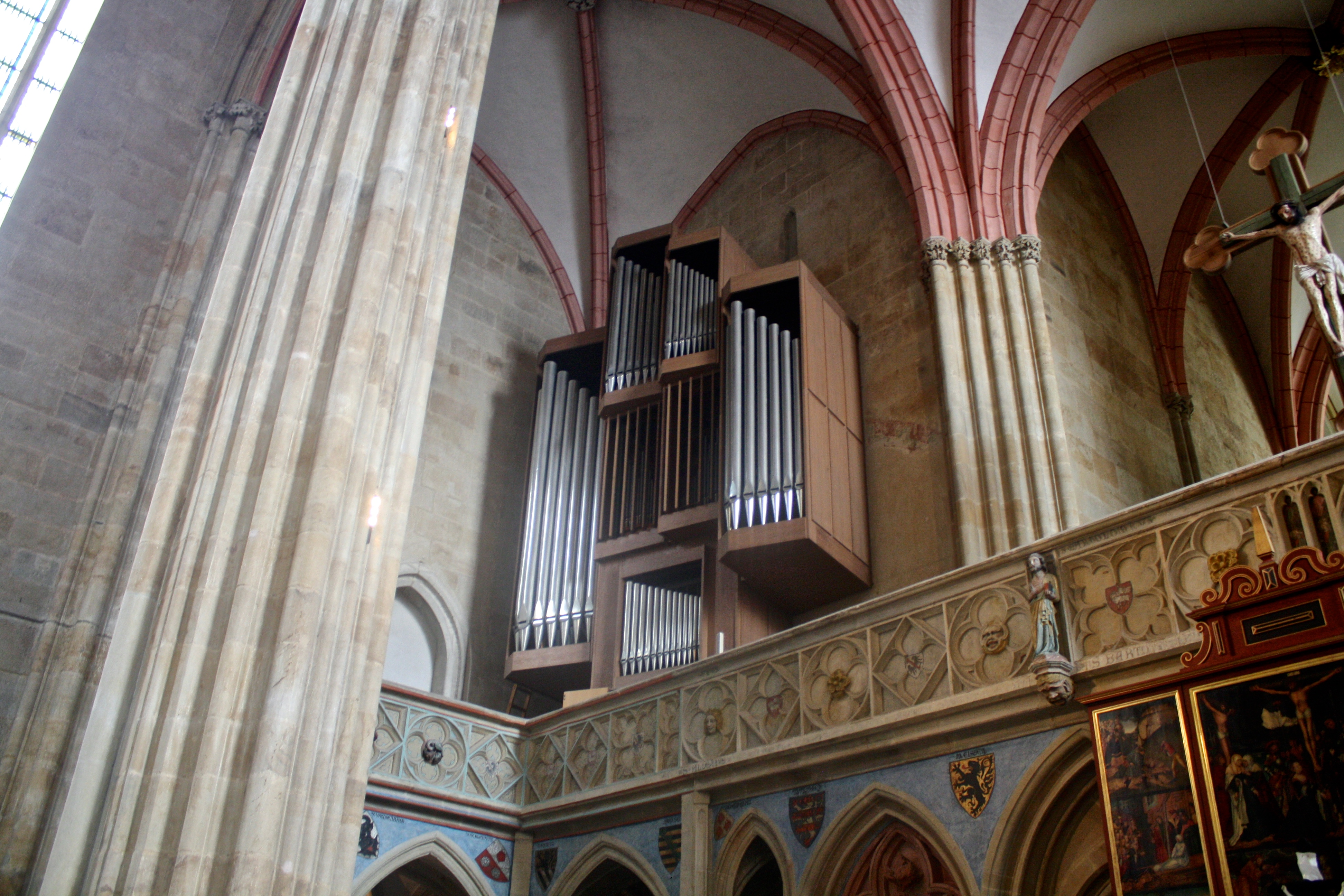
Eule-Orgel

Der Dom zu Meißen ist den Heiligen Johannes und Donatus von Arezzo geweiht und trägt daher den Namen St. Johannis und St. Donatus. Donatus von Arezzo war Patron des alten Bistums Meißen und ist einer der Patrone des heutigen Bistums Dresden-Meißen. Der Dom gehört zusammen mit der Albrechtsburg, dem Bischofsschloss und der Dompropstei zum Burgberg-Ensemble, das sich über die Meißner Altstadt erhebt. Der Hauptteil der Kirche erscheint als einer der stilreinsten deutsch-gotischen Dome. Daneben verfügt er über eine der reichsten und wertvollsten Ausstattungen sächsischer Kirchen und zahlreiche Nebenräume von der frühesten Gotik bis hin zur ausgehenden Spätgotik.

## Funktion
Der Kirchenbau steht in der Tradition der Gründung des Bistums Meißen durch König Otto I. im Jahr 968 und stellt somit die christliche Keimzelle des heutigen Sachsens, der früheren Mark Meißen, dar. Als Kathedrale dieses Bistums war sie bis 1581 Bischofskirche der römisch-katholischen Bischöfe von Meißen.
Viele Markgrafen von Meißen betätigten sich als Mäzene der Meißener Domkirche. Um 1400 war es Markgraf Wilhelm I., der die Exemtion der Meißener Kirche (und des Bistums) vom Erzbistum Magdeburg durchzusetzen half. Erst Bischof Johannes IV. konnte mehrere Jahrzehnte später den Exemtionsstreit schlichten.
1581 wurde der Dom eine lutherische Kirche. Heute ist der Dom die Predigtkirche für den Landesbischof der evangelisch-lutherischen Landeskirche Sachsens. Das katholische Bistum Dresden-Meißen hat seine Kathedrale seit 1980 in Dresden und die Konkathedrale in Bautzen.
Die Verwaltung des Doms erfolgt durch das Hochstift Meißen, vertreten durch das Domkapitel, dem acht ordentliche Domherren angehören.

## Baugeschichte

### Vorgängerbau als Basilika
Der Vorgängerbau an diesem Ort war schon im Jahr 968 anlässlich der Gründung des Bistums Meißen durch das Kaiserpaar Adelheid und Otto I. als kleine Kapelle errichtet und in den Jahren 1006 bis 1073 in eine viertürmige romanische Basilika umgebaut worden, die zur bischöflichen Kathedralkirche erhoben wurde.

### Bau des Doms als Hallenkirche
Um 1260 wurde der Neubau des Doms von Osten aus als gotische Kirche begonnen. Zunächst wurden der einschiffige Chor und das Querhaus errichtet. Ab 1268 konnten bereits der Chor und der Kreuzgang genutzt werden. Um 1270 wurde das große Chorfenster mit markantem Maßwerk und wertvollen mittelalterlichen Glasmalereien aus derselben Zeit gestaltet. Es folgten die Fertigstellung der Allerheiligenkapelle an der Ostseite des Kreuzgangs um 1280 (heute als Lapidarium und als Raum der Stille genutzt), die achteckige Johanneskapelle im Winkel zwischen Südquerhaus und Langhaus im Jahr 1291 und der Kapitelsaal im Jahr 1297. Das östliche Joch des Langhauses auf der Südseite zeigt, dass zunächst eine Basilika beabsichtigt war. Das Langhaus wurde nach einem Planwechsel einheitlich als siebenjochige Hallenkirche erbaut, die um 1410 weitgehend fertig gestellt war. Trotz der langen Bauzeit und der Planänderung ist ein bemerkenswert einheitliches, hochgotisch wirkendes Bauwerk entstanden, das bei mäßiger Größe eine monumentale Wirkung entfaltet. Goethe würdigte den Dom im April 1813 mit den Worten: „Der Dom … hat aus mehreren Ursachen äußerlich nichts Anziehendes, inwendig aber ist es das schlankste, schönste aller Gebäude jener Zeit, die ich kenne.“ Bei dieser Bewertung ist zu berücksichtigen, dass die Westtürme zu dieser Zeit nur bis zum dritten Stockwerk ausgeführt waren.

### Türme
Jahrhundertelang war nur eine einzige Turmspitze am Dom vorhanden – der sogenannte „Höckrige Turm“ in der Südostecke zwischen Querhaus und Chor, welcher 1909 und nach 1990 umfassend saniert wurde. Die mit Blendmaßwerk belebten Untergeschosse der Westtürme wurden bereits im frühen 14. Jahrhundert errichtet, jedoch nicht vollendet. Um 1413 wurden die damaligen hölzernen Turmabschlüsse durch einen Sturm zerstört. Zwischen 1470 und 1477 setzte Arnold von Westfalen ein formenreiches drittes Geschoss auf die Domtürme auf. Zwischen den kräftigen Pfeilern sind die Treppenläufe zu erkennen, welche die Außenansicht der Türme zusammen mit dem Blendmaßwerk und den freistehenden Maßwerkschleiern prägen. Dieses Geschoss erhielt Turmspitzen, die jedoch im Jahr 1547 zusammen mit den westlichen Jochen des Langhauses durch Blitzschlag zerstört wurden. Diese Joche wurden 1595 wiederhergestellt, die Westtürme blieben jedoch unvollendet und wurden im 18. Jahrhundert durch ein querliegendes Dach auf dem Westbau, den sogenannten „Schafstall“, abgeschlossen.
Die beiden heute weithin sichtbaren 81 Meter hohen Turmspitzen der Westfassade wurden zusammen mit dem vierten Geschoss der Türme erst zwischen 1903 und 1909 im Stil der Neugotik nach Entwürfen des Architekten Carl Schäfer unter Anleitung des ansässigen Architekten Joseph Schäffler als Dombauführer errichtet. Diesem Projekt ging allerdings ein erbitterter Streit mit anerkannten Kunsthistorikern wie Cornelius Gurlitt und Georg Dehio voraus, welche den neugotischen Ausbau des Doms ablehnten. Selbst nach der erfolgreichen Fertigstellung polemisierten Architekturtheoretiker wie Wilhelm Pinder noch gegen die „Verschäferung“ der Westfassade. Inzwischen werden die neugotischen Turmobergeschosse als eine lebendige, sensible Interpretation und Vervollständigung des mittelalterlichen Bestands gewürdigt. Der damals reichlich eingebaute Stahl macht jedoch über 100 Jahre später Probleme, da er den Sandstein durch Korrosion sprengt.

### Fürstenkapelle
Markgraf Friedrich der Streitbare (reg. 1381–1428, ab 1423 als Kurfürst von Sachsen) ließ im Jahr 1425 die Fürstenkapelle als neue Begräbniskapelle der Wettiner (zuvor seit 1190 im Kloster Altzella) an die Westfront des Doms anbauen. Die Fürstenkapelle zeigt ein betont schmuckreiches Netzgewölbe mit Maßwerkmotiven vermutlich von Moyses von Altenburg aus den Jahren 1443 bis 1446. Die bronzene Grabtumba Friedrichs des Streitbaren, der hier seine letzte Ruhestätte fand, ist von künstlerisch wertvollen Bronzegrabplatten wahrscheinlich aus der Nürnberger Gießerwerkstatt Vischer umgeben.
Im Dom sind 164 weitere Grabdenkmäler zu finden. Als besonders wertvoll werden davon im Dehio-Handbuch die folgenden genannt:
- aus der Werkstatt Hermann Vischer:
  - Bischof Sigmund von Würzburg († 1471)
  - Kurfürst Friedrich der Sanftmütige († 1464)
  - Kurfürst Ernst († 1486)
- aus der Werkstatt Peter Vischers des Älteren (Zuschreibung):
  - Herzog Albrecht († 1500)
  - Herzogin Amalie († 1502)
  - Herzogin Sidonia († 1510), möglicherweise nach einer Zeichnung von Albrecht Dürer
- aus der Hilligerhütte in Freiberg:
  - Hochmeister Herzog Friedrich († 1510)
  - Herzog Johann († 1537), beide möglicherweise nach einer Zeichnung von Hans Krell

Das um 1370 ursprünglich als Hauptportal des Doms geschaffene Portal ist durch den Anbau der Fürstenkapelle zum Innenportal geworden. Es zeigt einen reichen figürlichen Schmuck im Gewände und Tympanon, der die Geburt Christi, die Anbetung der Könige, die Marienkrönung und das Jüngste Gericht darstellt. Durch die frühe Umbauung mit der Fürstenkapelle ist hier die mittelalterliche Polychromie gut erhalten. An die Fürstenkapelle schließt sich die spätere Georgskapelle an, siehe #Kreuzgang und weitere Anbauten.

### Grabmal des Bischofs Benno
Die Heiligenverehrung des Meißner Bischofs Benno und der Bau des gotischen Domes bildeten eine geistliche Einheit. Der ursprünglich an einer abgelegenen Stelle des romanischen Vorgängerbaus um 1106 bestattete zehnte Bischof von Meißen wurde unter Bischof Withego um 1270 in die Mitte des geplanten Langhauses des neuen Doms umgebettet. Zu dieser Zeit standen an der Stelle des heutigen Langhauses noch Teile des alten romanischen Domes. Erst 120 Jahre später lag das Bennograb, das Ziel einer bis in die Reformationszeit bestehenden Wallfahrtstradition, tatsächlich in der Mitte der neuen Kathedrale. Eine heute vermauerte Pforte im vierten Joch in der südlichen Langhauswand diente wahrscheinlich für eine Übergangszeit den zahlreichen Pilgern, die mit ihren Gaben  für die Finanzierung des gotischen Domes sorgten, als Zugang zum Bennograb. In der zweiten Hälfte des 14. Jahrhunderts wurde die schlichte Grabtumba mit einem Hochgrab versehen. Anlässlich der durch Herzog Georg von Sachsen betriebenen Kanonisation Bennos zum ersten sächsischen Heiligen 1524 wurde das Grab weiter ausgeschmückt. Nach dem Tod Georgs führte Herzog Heinrich von Sachsen das lutherische Bekenntnis ein. 1539 erzwangen er und der ernestinische Kurfürst Johann Friedrich den Zugang zum Dom und ließen das Grabmal Bennos vollständig zerstören. Seit 2017 zeigt eine schlichte Platte im Mittelschiff den früheren Standort des Grabes.

### Kreuzgang und weitere Anbauten

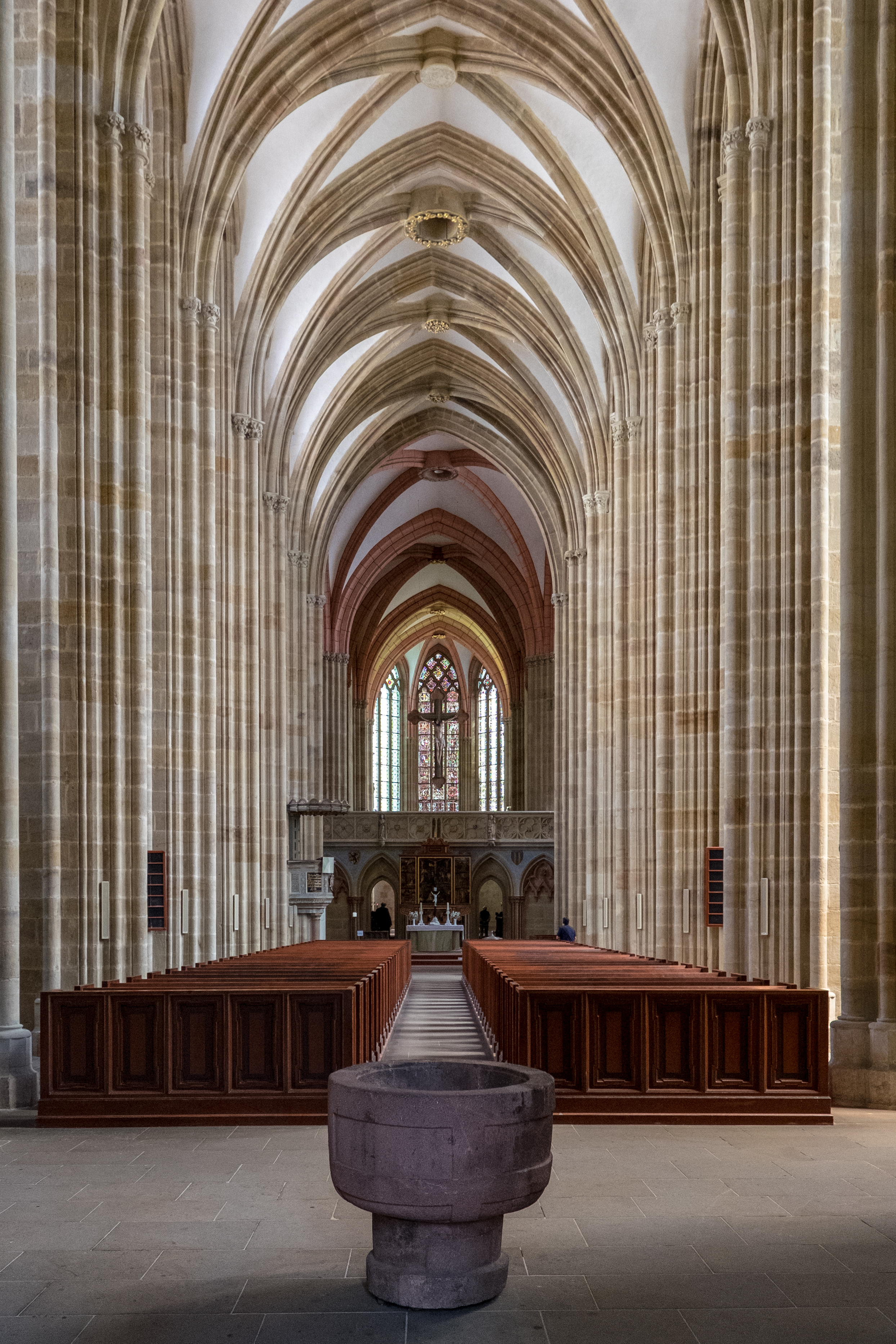
Innenraum

Der Kreuzgang wurde in den Jahren 1470/71 erneuert und besitzt in drei Flügeln ein kunstvolles Zellengewölbe. Der Kreuzgang geht in den Chorumgang über, der sich in zwei Geschossen um den hohen Chor zieht. An den Kreuzgang schließt sich im Osten die Allerheiligenkapelle an, ein dreijochiger kreuzrippengewölbter Bau mit Satteldach und massiven Giebeln mit Maßwerkfenster nach Osten. In diesem Raum sind Schlusssteine, Konsolen und einzelne Glasmalereien aus der Bauzeit des Chores erhalten.
Die nordöstlich vom Chor gelegene Sakristei mit kunstvollem Zellengewölbe über unregelmäßigem Grundriss entstand 1504. In der um 1530 angebauten spätgotischen Georgskapelle in der Südwestecke zwischen Domtürmen und Fürstenkapelle sind Herzog Georg der Bärtige und seine Gemahlin Barbara beigesetzt. Wolf Caspar von Klengel zog 1677 eine Stuckdecke in diese Kapelle ein. Ein Rundbogenportal mit einer Ädikula-Architektur im Renaissancestil erschließt diese Kapelle von der Fürstenkapelle aus.

### Restaurierungsarbeiten
Nach der deutschen Wiedervereinigung im Jahr 1990 begannen umfangreiche Wiederherstellungsarbeiten, die bis zum Jahr 2002 andauerten. Sie umfassten die Restaurierung des Chores im Innern und im Äußeren, eine Erneuerung der Domschatzkammer im zweiten Geschoss des Südostturms, Restaurierungsarbeiten am Äußeren dieses Turms, statische Sicherungsarbeiten am südlichen Querhaus, eine Restaurierung des Langhauses im Äußeren und Innern, die Neueindeckung des Langhausdachs sowie umfangreiche Sicherungs- und Wiederherstellungsarbeiten an den Westtürmen. Die Nebengebäude, insbesondere die Fürsten- und die Allerheiligenkapelle des Doms wurden ebenfalls baulich gesichert und zahlreiche denkmalpflegerische Forschungs- und Erhaltungsarbeiten an der Ausstattung des Doms durchgeführt.
2024 wurde im Oktogon des Nordturms ein Hebezeug, das einige Jahrzehnte dort bleiben und teure Gerüstkosten ersparen soll, installiert. Nachdem schon öfters kleine Steinbrocken abplatzten, wird nun aus Fugen herausgebröselter Mörtel ersetzt sowie werden die Fugen von Pflanzen befreit und abgedichtet. Da  es nicht realisierbar ist, die kompletten Turmspitzen abzubauen und neu zu errichten, um die korrodierten Stahlbewehrungen zu ersetzen, muss man sich auf das Austauschen der durch die Korrosion gesprengten Steine sowie auf eine möglichst gute Abdichtung der Bausubstanz gegen Nässe beschränken. Diese erste Instandsetzungsphase soll fünf Jahre dauern.

## Ausstattung

### Stifter- und Patronatsfiguren
→ Hauptartikel: Skulpturen im Chor und der Johanneskapelle des Meißner Doms
Zur wertvollen Innenausstattung des Doms gehören die um 1260 geschaffenen überlebensgroßen Stifter- und Patronatsfiguren (Steinskulpturen) aus der Naumburger Dombauwerkstatt – an der Chor-Nordwand beispielsweise die Bildnisse von Kaiser Otto I. (Regierung 936–973) und seiner Gemahlin Adelheid von Burgund, die gemeinsam das Bistum Meißen gründeten. Bedeutend sind auch die Bildnisse des Evangelisten Johannes und des heiligen Donatus von Arezzo an den Chor-Innenwänden sowie von Johannes dem Täufer, von Maria mit dem Kind und des Diakons Stephanus in der Johanneskapelle. Besonders hervorzuheben ist hier wie beim Hauptportal die in großen Teilen erhaltene mittelalterliche Polychromie der Stifterfiguren.

### Lettner und Inventar

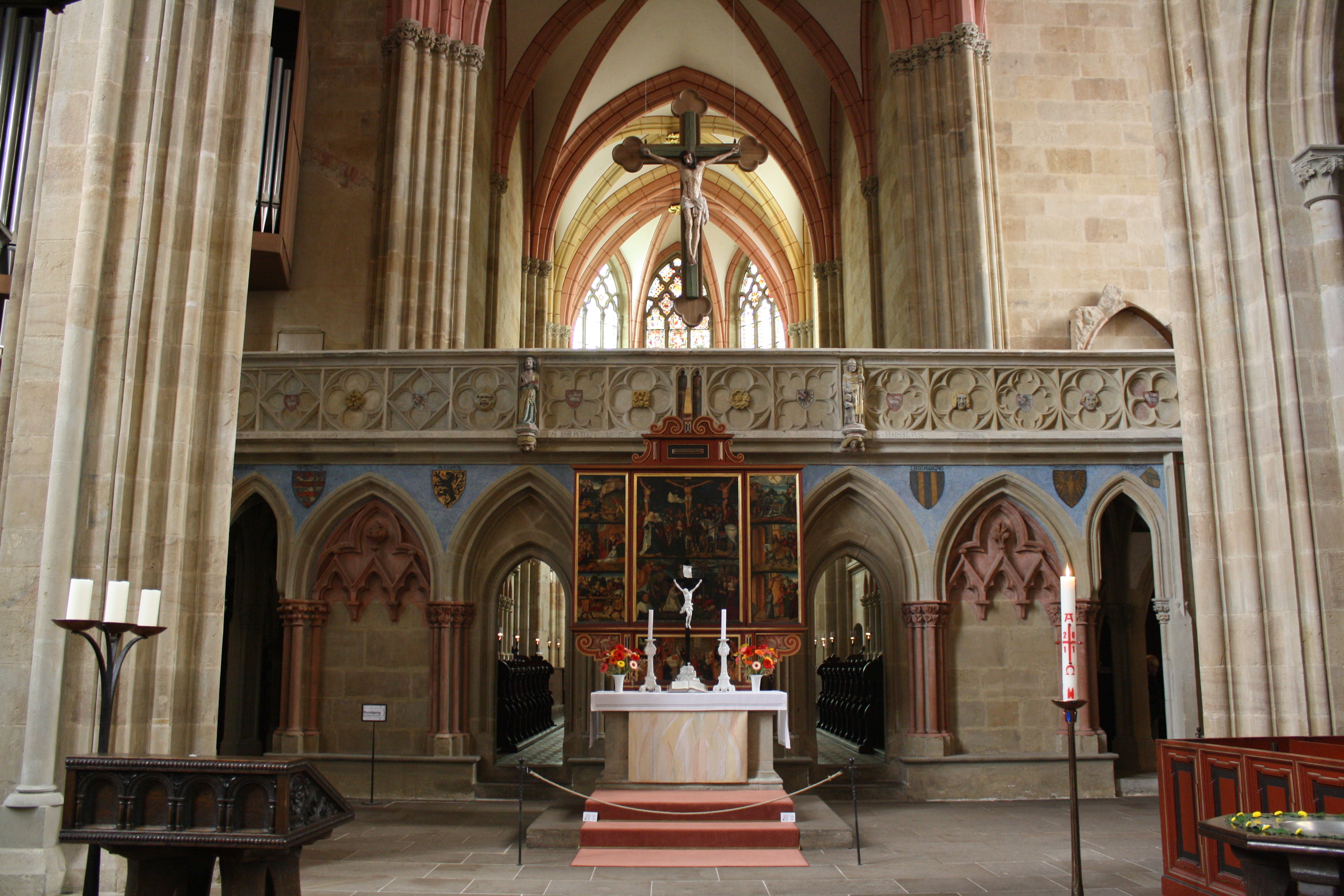
Lettner mit Kreuzaltar (Werkstatt von Lucas Cranach d. Ä.)

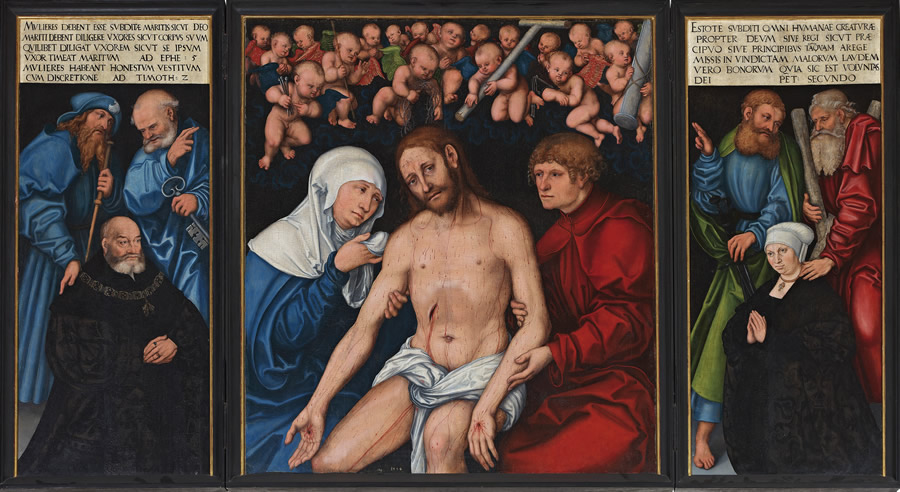
Cranach-Altartriptychon in der Georgskapelle

Der Lettner entstand um 1260 und wurde 1357 mit der Brüstung und Blendmaßwerk versehen, die ausdrucksvolle mittelalterliche Bauplastik aufweisen. Um 1504 wurde das dreiteilig vergitterte Sakramentshaus mit einer virtuosen Turmarchitektur und Kielbogenbekrönung an der Nordseite des Chorpolygons eingebaut. Der spätgotische, farbenprächtige Hochaltar wurde wahrscheinlich von einem niederländisch beeinflussten Maler um 1490 geschaffen, das Chorgestühl im Jahr 1529 und die Sandsteinkanzel im Jahr 1591.
Der Laienaltar vor dem Lettner ist als Wandelaltar mit einem Doppelflügelpaar gestaltet. Seine Altarbilder wurden 1526 in der Werkstatt von Lucas Cranach d. Ä. geschaffen. Zentrales Thema ist der Gekreuzigte. Der geöffnete Altar zeigt im oberen Teil der Mitteltafel die Kreuzigung Christi in einer vielfigurigen Szene, darunter zwei alttestamentarische Szenen, die Opferung Isaaks durch Abraham und die Anbetung der Ehernen Schlange, die in der Auslegungstradition der Bibel als Vorbilder der Kreuzigung Christi und des Heils, das von Christi Kreuz ausgeht, gelten. Auf den Seitenflügeln kommen außerbiblische Themen zur Darstellung, links die Legende der Kreuzauffindung durch Helena, die Mutter Konstantins des Großen, rechts die  Legende der Rückführung des Kreuzes durch Kaiser Herakleios, das im Jahre 614 von den Persern unter Großkönig Chosrau II. aus Jerusalem geraubt worden war.  Die geschlossene Schauseite des Altars zeigt im Mittelteil Jesus als Schmerzensmann mit Leidensinstrumenten und seine schmerzerfüllte Mutter flankiert von den Evangelistensymbolen Adler, geflügelter Mensch, Löwe und Stier. Auf der Predella ist im Kontext von Seelen im Fegefeuer auf beiden Seiten die Darstellung einer Seelenmessfeier zu erkennen.
Das Triptychon in der Georgskapelle ist ein Auftragswerk Herzog Georgs von Sachsen nach dem Tod seiner Gemahlin Barbara 1534. Es trägt die Signatur von Lucas d. Ä. Die Flügel zeigen die beiden  betend in Begleitung von je zwei Aposteln, von denen Petrus und Paulus auf Textpassagen aus ihren Briefen (1 Petr 2, 13–15 und Eph 5, 22; 28; 33, 1 Tim 2, 9), die in den oberen Ecken eingefügt sind, aufmerksam machen. Im Mittelbild erscheint, gestützt von Maria, seiner Mutter, und Johannes, Christus als der aus dem Grab Auferstandene.  Er blickt den Betrachter an als  Mann der Schmerzen (Jes 53, 3) mit sichtbaren Wundmalen als Zeichen des überwundenen Tods am Kreuz,  über ihm haben Putten Dornenkrone und die übrigen Leidensinstrumente übernommen. Die Bedeutung der Dargestellten des Triptychons ist durch das jeweilige Größenverhältnis hervorgehoben.
Von den einst 30 Altären des Doms fielen die meisten der Reformation zum Opfer. Das Kruzifix und die Kandelaber (Altarleuchter) schuf der berühmte Porzellan-Dekorgestalter Johann Joachim Kändler im Jahr 1760 aus Meißner Porzellan. Zwei hölzerne Ständer aus dem 12. oder dem frühen 13. Jahrhundert mit je vier naturähnlich geschnitzten Beinen stammen noch aus dem romanischen Vorgängerbau und werden heute als Taufstein und Lesepult verwendet.

### Glocken
Die Johannesglocke wurde 1929 von Otto Schilling in Apolda anlässlich der 1000-Jahr-Feier Meißens gegossen und nach einem Entwurf von Emil Paul Börner, dem damaligen Leiter der Porzellan-Manufaktur, gestaltet. Die Glocke wiegt 7.820 kg bei einem Durchmesser von 220 Zentimetern und ist eine der figurenreichsten der Welt. Dargestellt sind Szenen aus der Offenbarung, Christus als Weltenrichter und das Jüngste Gericht. Die vierhenkelige Krone war mit den vier Evangelistenfiguren besetzt. 1941 kam die Glocke nach Hamburg, um für die Rüstungsproduktion eingeschmolzen zu werden. Dazu kam es jedoch nicht, sie konnte nach dem Krieg wieder im Meißner Dom aufgehängt werden. Im Jahr 1977 brach ein Bügel der Krone, die Glocke stürzte ab und verkantete sich im Glockenstuhl. Ursache waren Schäden an der Aufhängung durch sauren Regen sowie Risse in der Krone, die bei einem Bombenangriff im Hamburger Freihafen entstanden waren. Nach dem Sturz wurde die Glocke nur behelfsmäßig ohne Krone aufgehängt. 2010 wurde die Glocke mit einem neuartigen thermischen Verfahren vor Ort repariert. Dafür musste sie nur etwa 20 Meter abgehängt und nicht, wie sonst beim Schweißen üblich, als Ganzes auf über 500 Grad erhitzt werden, so dass die Kosten nur etwa 150.000 Euro betrugen. Das erste offizielle Geläut nach der Reparatur war am 24. Dezember 2010.

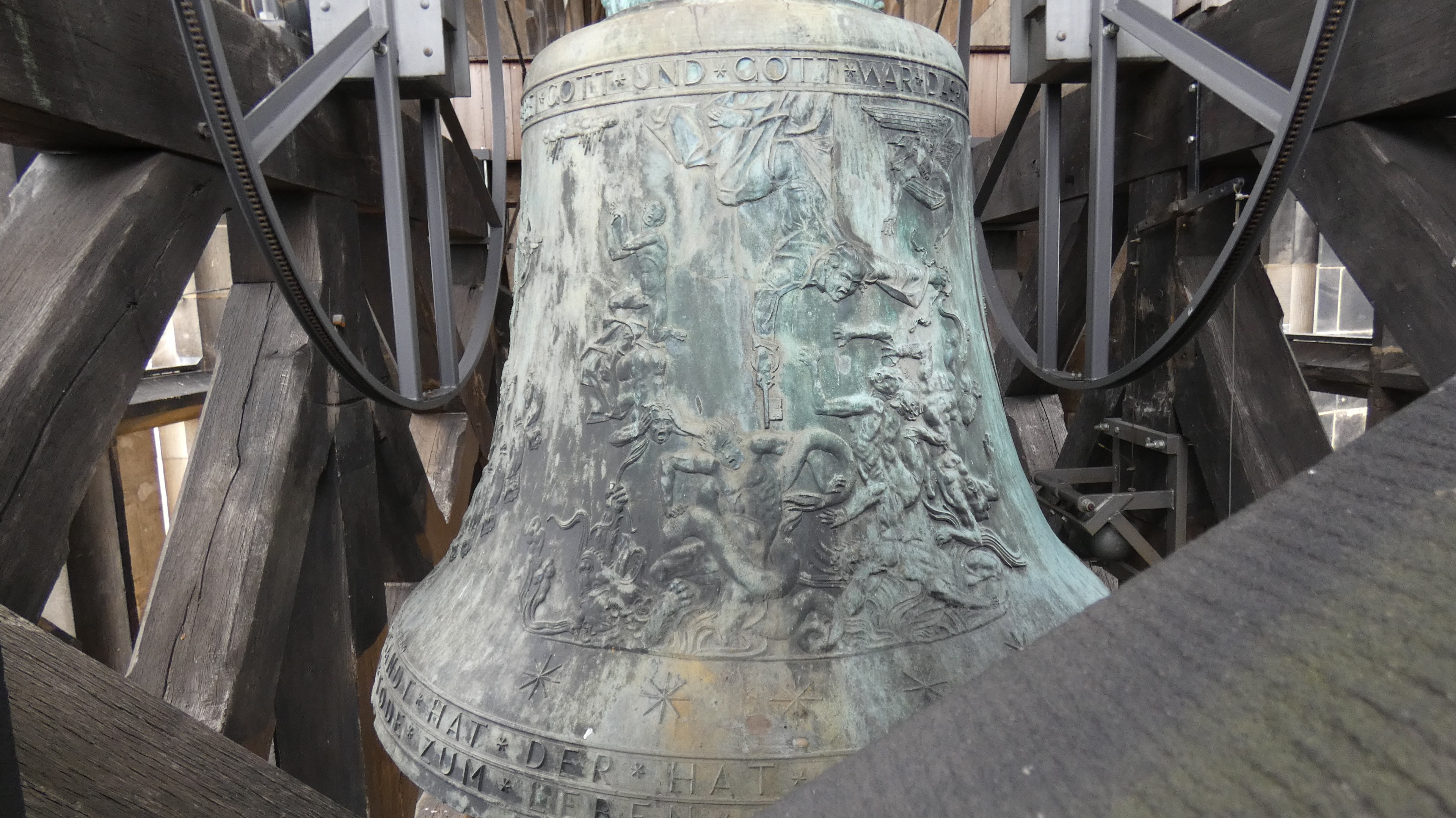
Die große Johannesglocke im Nordturm

Der Schlagton der Johannesglocke ist das g0. Aus dem Jahre 1929 stammt noch die kleinste Glocke des Geläuts (f1). 1959 ergänzte Franz-Peter Schilling drei Glocken in den Tönen b0, c1 und es1. Die vier kleineren Glocken befinden sich im Südturm, die große Johannesglocke ist im Nordturm untergebracht. Alle Glocken hängen an stark verkröpften Stahljochen, die den Klang deutlich beeinträchtigen.
| Name der Glocke  | Gießer                | Gussort | Jahr | Ton | Gewicht  | Ø (mm) |
| ---------------- | --------------------- | ------- | ---- | --- | -------- | ------ |
| Johannesglocke   | Otto Schilling        | Apolda  | 1929 | g0  | 7.820 kg | 2.200  |
| Christusglocke   | Franz Peter Schilling | Apolda  | 1959 | b0  | 3.691 kg | 1.750  |
| Mittlere Glocke  | Franz Peter Schilling | Apolda  | 1959 | c1  | 2.578 kg | 1.500  |
| Vaterunserglocke | Franz Peter Schilling | Apolda  | 1959 | es1 | 1.512 kg | 1.300  |
| Taufglocke       | Otto Schilling        | Apolda  | 1929 | f1  | 1.224 kg | 1.100  |

Die wertvolle Glocke der Turmuhr, die 1556 von Wolfgang Hilliger in Freiberg gegossen wurde, befand sich bis 1998 im Kreuzgang und wurde danach wieder als Stundenglocke der Turmuhr im dritten Geschoss des Südwestturms verwendet.

## Orgeln
Der Dom zu Meißen hat derzeit lediglich eine große Orgel, erbaut von Fa. Eule im Jahre 1972. Da dieses Instrument aufgrund seiner Größe und seines Standortes nicht in der Lage ist, den Gesamtraum klanglich zu füllen, sollen bis 2029 drei weitere Instrumente an verschiedenen Standorten errichtet werden, als Teil einer Orgelanlage. 

### Orgel auf dem Lettner

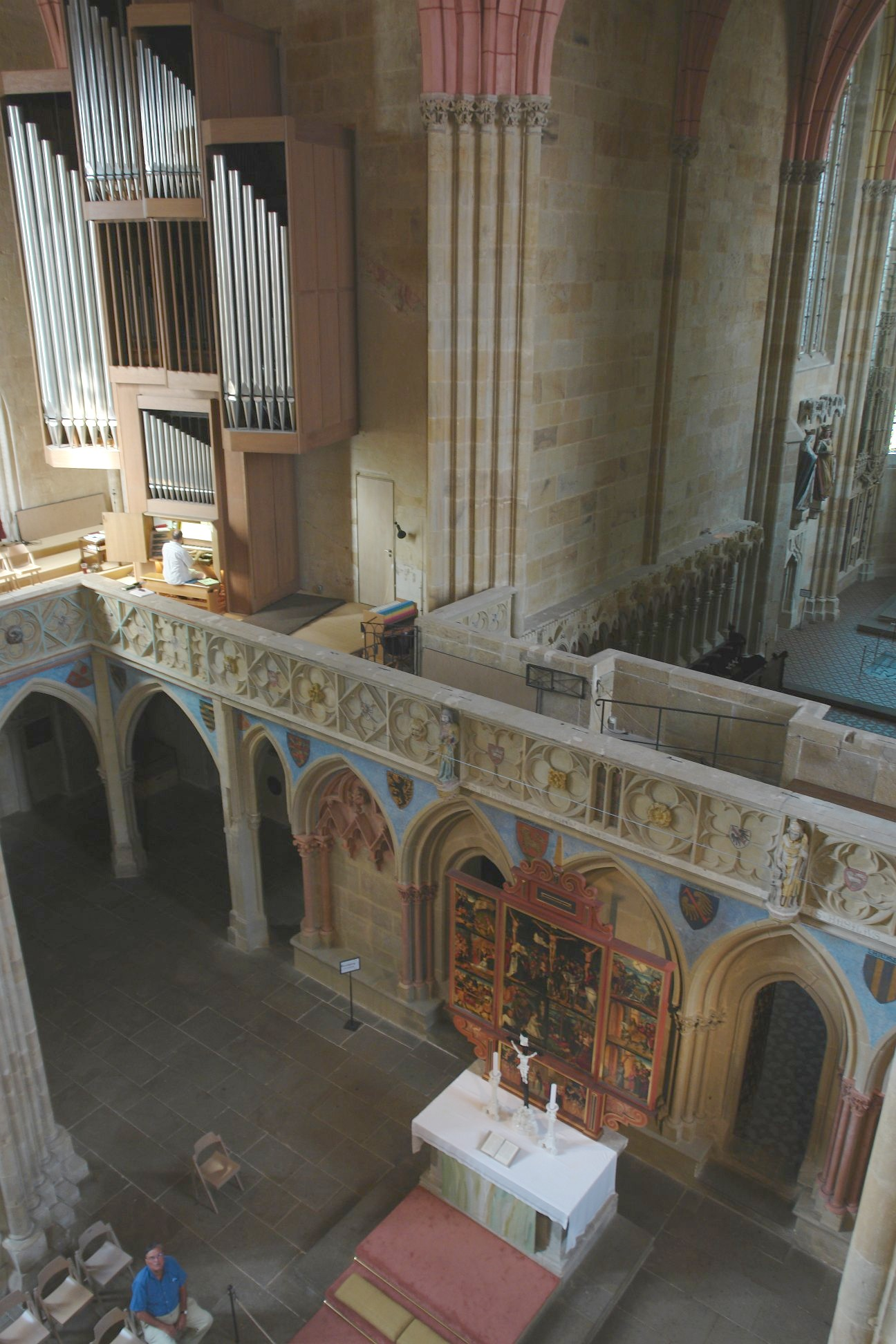
Orgel auf dem Lettner

Die Eule-Orgel auf dem Lettner ist die Hauptorgel des Doms. Sie wurde 1972 durch die Firma Hermann Eule (Bautzen) erbaut und zuletzt im Jahre 2008 generalüberholt. Die Disposition entwarfen Ernst Karl Rößler (Schlüchtern), Dr. Erich Schmidt (Domkantor von 1950 bis 1980) und Hans Eule. Orgelbau Jehmlich fügte 2022 einen Zimbelstern hinzu.
| I Hauptwerk C–g3 |              |       |
| 01.              | Rohrpommer0  | 16′   |
| 02.              | Prinzipal    | 08′   |
| 03.              | Gedacktflöte | 08′   |
| 04.              | Oktave       | 04′   |
| 05.              | Rohrflöte    | 04′   |
| 06.              | Gemsquinte   | 2 ⁄3′ |
| 07.              | Oktave       | 02′   |
| 08.              | Cornett III  | 2 ⁄3′ |
| 09.              | Mixtur V–VII | 1 ⁄3′ |
| 10.              | Fagott       | 16′   |
| 11.              | Trompete     | 08′   |

| II Schwellwerk C–g3 |                 |       |
| 12.                 | Musiziergedackt | 08′   |
| 13.                 | Weidenflöte     | 08′   |
| 14.                 | Quintade        | 08′   |
| 15.                 | Prinzipal       | 04′   |
| 16.                 | Sextade         | 04′   |
| 17.                 | Oktave          | 02′   |
| 18.                 | Sifflet         | 01′   |
| 19.                 | Rohrgemsquinte0 | 1 ⁄3′ |
| 20.                 | Sesquialtera II | 2 ⁄3′ |
| 21.                 | Scharfzimbel V  | 01′   |
| 22.                 | Rohrkrummhorn   | 16′   |
| 23.                 | Schalmey        | 08′   |
|                     | Tremulant       |       |

| III Brustwerk (schwellbar) C–g3 |                  |        |
| 24.                             | Rohrgedackt      | 08′    |
| 25.                             | Pommernachthorn0 | 04′    |
| 26.                             | Dulzian          | 02′    |
| 27.                             | Terzflöte        | 1 3⁄5′ |
| 28.                             | Oktävlein        | 01′    |
| 29.                             | Zimbel III       | 01⁄3′  |
| 30.                             | Gemshornregal    | 08′    |
|                                 | Tremulant        |        |

| Pedal C–f1 |               |        |
| 31.        | Prinzipal     | 16′    |
| 32.        | Subbass       | 16′    |
| 33.        | Oktavbass     | 08′    |
| 34.        | Barem         | 08′    |
| 35.        | Gemshorn      | 04′    |
| 36.        | Dolkan        | 02′    |
| 37.        | Basszink III  | 5 1⁄3′ |
| 38.        | Mixtur V      | 04′    |
| 39.        | Posaune       | 16′    |
| 40.        | Feldtrompete0 | 04′    |

- Koppeln: II/I, III/I, I/P, II/P, III/P
- Spielhilfen: Tutti, Zungenabsteller, elektronische Setzeranlage

### Geplante Orgelanlage
Die Firmen Jehmlich und Weimbs wollen bis 2029 eine auf mehrere Standorte verteilte Orgelanlage errichten. Als Neubauten sind vorgesehen eine Orgel auf der Westempore (II/P/31), eine Orgel auf dem basilikalen Joch (II/p/18) und ein Fernwerk hinter dem Altar (I/p/11). Die Eule-Orgel (III/P/40) soll einbezogen werden. Die Orgelanlage wird über einen ebenerdigen fahrbaren Spieltisch anspielbar sein.
Anlass für das Vorhaben ist, dass die aktuelle Orgel für den großen Dom akustisch unzureichend ist. Eine nachhaltige Lösung mit Einhaltung aller Denkmalschutz-Auflagen besteht im Neubau von drei kleinen Orgeln, verteilt auf drei zusätzliche Standorte im Dom, sowie in der Optimierung der Lettner-Orgel. Die geplanten Gesamtkosten für die neue Orgelanlage betragen 3 Millionen Euro. Der Eigenanteil des Hochstifts Meißen beträgt 500.000 Euro, dafür wird um Spenden in Form von Orgelpfeifen-Patenschaften geworben.

#### Werk auf der Westempore
| I Hauptwerk C–c4 |               |         |
| 01.              | Bordun        | 16’     |
| 02.              | Principal (P) | 08’     |
| 03.              | Hohlflöte     | 08’     |
| 04.              | Gambe         | 08’     |
| 05.              | Gedeckt       | 08’     |
| 06.              | Quinte        | 05 1⁄3’ |
| 07.              | Octave        | 04’     |
| 08.              | Spitzflöte    | 04’     |
| 09.              | Quinte        | 02 ⁄3’  |
| 10.              | Superoctave   | 02’     |
| 11.              | Cornett V     | 08’     |
| 12.              | Mixtur IV     | 01 ⁄3’  |
| 13.              | Trompete      | 16’     |
| 14.              | Trompete      | 08’     |

| II Rückpositiv C–c4 |                  |        |
| 15.                 | Principal        | 8’     |
| 16.                 | Gedackt          | 8’     |
| 17.                 | Salicional       | 8’     |
| 18.                 | Flauto amabile   | 8’     |
| 19.                 | Prinzipal        | 4’     |
| 20.                 | Flauto dolce     | 4’     |
| 21.                 | Nasard           | 2 ⁄3’  |
| 22.                 | Doublette        | 2’     |
| 23.                 | Terz             | 1 3⁄5’ |
| 23.                 | Progressio II-IV | 2’     |
| 24.                 | Clarinette       | 8’     |

| Solowerk C–c4 |      |     |
| 25.           | Tuba | 16’ |
| 26.           | Tuba | 08’ |
| 27.           | Tuba | 04’ |

| Pedalwerk C–g1 |               |     |
| 28.            | Kontrabass    | 32’ |
| 29.            | Untersatz     | 32’ |
| 30.            | Violon        | 16’ |
| 31.            | Principalbass | 16’ |
| 32.            | Subbass       | 16’ |
| 33.            | Octavbass     | 08’ |
| 34.            | Cello         | 08’ |
| 35.            | Gedacktbass   | 08’ |
| 36.            | Octave        | 04’ |
| 37.            | Kontraposaune | 32’ |
| 38.            | Posaune       | 16’ |
| 39.            | Trompetenbass | 08’ |
| 40.            | Clairon       | 04’ |

- Effektregister: Röhrenglocken, Harfe, Glockenspiel, Friedenstaube (Unterseite Glockenspiel)

#### Werk auf dem Basikalen Joch
Auf dem Basilikalen Joch soll ein Instrument mit insgesamt 18 Registern und zahlreichen Extensionen und Transmissionen entstehen, welche auf zwei Teilwerke und Pedal verteilt sein sollen; dieses Instrument soll insbesondere der Begleitung des Gemeindegesanges dienen, und vor allem als Bindeglied zwischen den Instrumenten auf der Westempore und dem Lettner dienen. 
| I Manualwerk C–c4 |                 |     |
| 41.               | Principal       | 16’ |
| 42.               | Violoncello     | 16’ |
| 43.               | Principal       | 08’ |
| 44.               | Geigenprincipal | 08’ |
| 45.               | Cello           | 08’ |
| 46.               | Octave          | 04’ |
| 47.               | Fugara          | 04’ |
| 48.               | Cornopean       | 16’ |
| 49.               | Clarinette      | 08’ |
| 50.               | Oboe            | 08’ |
| 51.               | Trompette harm. | 08’ |
| 52.               | Clairon harm.   | 04’ |

| II Manualwerk C–c4 |                  |        |
| 53.                | Lieblich Gedackt | 16’    |
| 54.                | Harmonic Flute   | 08’    |
| 55.                | Gedackt          | 08’    |
| 56.                | Violine          | 08’    |
| 57.                | Vox coelestis    | 08’    |
| 58.                | Flöte Tr.        | 04’    |
| 59.                | Harmonic Flute   | 04’    |
| 60.                | Flageolet        | 02’    |
| 61.                | Progressio III-V | 02 ⁄3’ |
| 62.                | Euphon           | 16’    |
| 63.                | Corno di Basetto | 08’    |

| Pedalwerk C–c4 |                  |     |
| 64.            | Principal        | 16’ |
| 65.            | Violonbass       | 16’ |
| 66.            | Lieblich Gedackt | 16’ |
| 67.            | Octavbass        | 08’ |
| 68.            | Violoncello      | 08’ |
| 69.            | Gedackt          | 08’ |
| 70.            | Principal        | 04’ |
| 71.            | Flöte            | 04’ |
| 72.            | Fugara           | 04’ |
| 73.            | Euphon           | 16’ |
| 74.            | Corno di Basetto | 08’ |

#### Altarwerk (Fernwerk)
| Manualwerk C–c4 |               |        |
| 75.             | Quintatön     | 16’    |
| 76.             | Principal     | 08’    |
| 77.             | Bourdon       | 08’    |
| 78.             | Echo-Gambe    | 08’    |
| 79.             | Unda maris    | 08’    |
| 80.             | Traversflöte  | 04’    |
| 81.             | Viola         | 04’    |
| 82.             | Mixtur IV     | 01 ⁄3’ |
| 83.             | Vox angelika  | 08’    |
| 84.             | Physharmonika | 08’    |

### Sonstige
Seit Mai 2015 verfügt der Dom über eine transportable Truhenorgel, die von der Orgelbau-Musikwerkstatt Andreas J. Schiegnitz in Albsheim eigens für diesen Raum konzipiert wurde. Das Instrument hat vier klingende Stimmen auf einem Manual (C–f3): Copel 8′, Principal 8′, Flöte 4′ und Octav 2′. Die Klaviatur ist verschiebbar auf a′ = 415/440/465 Hz.

## Maße
- Länge Hauptschiff: 97,30 m
- Höhe Hauptschiff:  17,80 m
- Turmhöhe (etwa): 81 m

## Dom als Turmfalkenbrutplatz
In den Sandsteinverzierungen der Außenfassade brüten bis zu fünf Turmfalkenpaare. 1983 wurden z. B. 23 Jungfalken dokumentiert.

## Domherren und Domherrinnen
- Konrad Preuß (1366)
- Nikolaus Münzmeister († 1388)

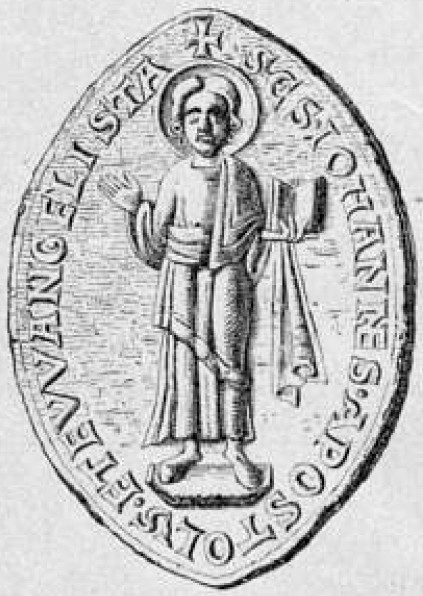
Ältestes bischöfliches Siegel

- Burchard Tüntzmann, 1. Hälfte des 15. Jahrhunderts
- Nikolaus Rotenfels (1404–1475)
- Otto von Harras, 2. Hälfte des 15. Jahrhunderts
- Johann Adam Schertzer (1668–1683)
- Melchior von Meckau (* 1440), Dompropst
- Julius von Pflug (1499–1564)
- Johann Friedrich Carl Graf von Bose, vor 1728
- Christian Heinrich von Watzdorf, ab 1737
- Johann Georg Rosenmüller (1736–1815), Domherr seit 1793

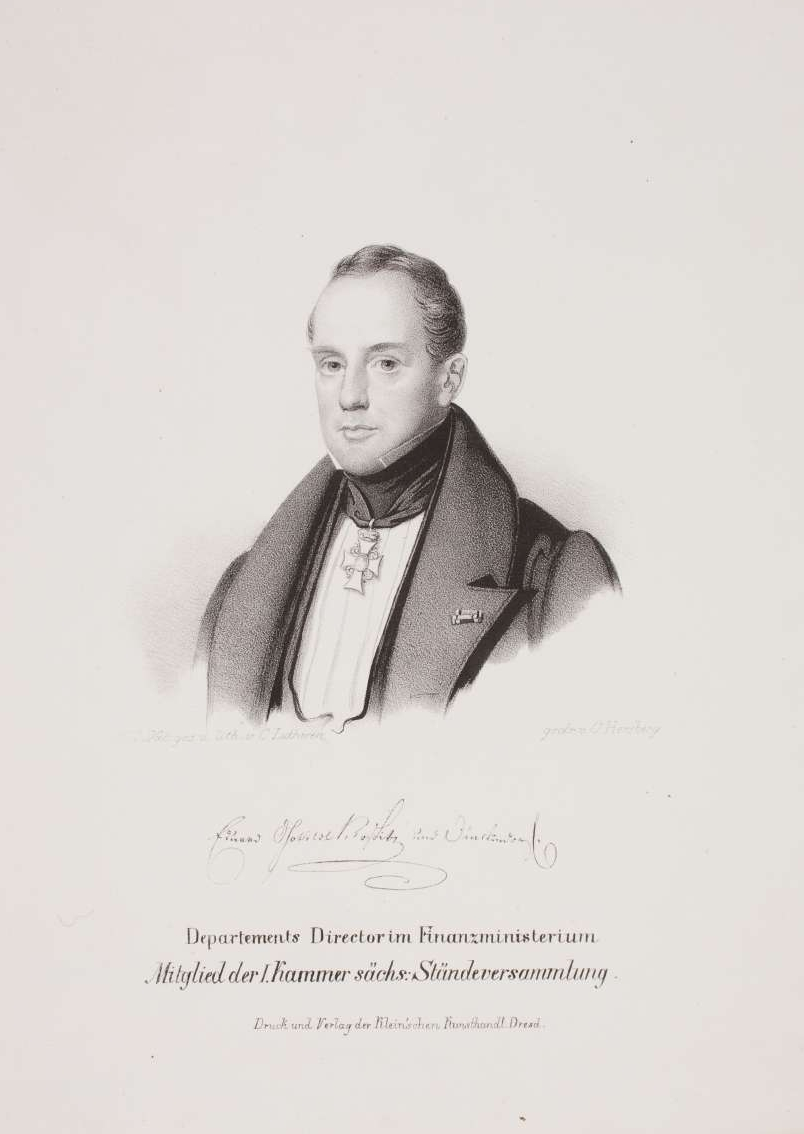
Domherr Eduard von Nostitz und Jänckendorf

- Eduard von Nostitz und Jänckendorf, ab etwa 1830
- Gustav von Watzdorf, nach 1858
- Ludwig von Zehmen, ab 1872
- Rudolf von Charpentier, vor 1903[20]
- Karl von Rex, vor 1905
- Hans Schulz-Blochwitz, Domherr 1945
- Karlheinz Blaschke (1927–2020), Domherr 1972–2003
- Christoph Michael Haufe (1932–2011), Domherr 1974
- Dieter Auerbach, Domherr 1983–2009
- Heinz Wagner (1912–1994), Domherr 1981, Dompropst 1983
- Christoph Wetzel, Domherr 1987–2004
- Heinrich Magirius, Domherr 1994–2012
- Rainer Gaebler, Domherr 1999–2013
- Peter Zweynert, Domherr 1999–2017
- Uwe Schirmer, Domherr und Dechant seit 2003
- Andreas Stempel, Domherr und Propst seit 2004
- Rüdiger Lux, Domherr seit 2008
- Hans-Peter Hasse, Domherr seit 2009
- Peter Zimmerling, Domherr seit 2009
- Hartmut Ritschel, Domherr seit 2012
- Georg Prinz zur Lippe, Domherr seit 2013
- Otto Guse, Domherr 2018–2022
- Carmen Kuhn, Domherrin sei 2023
- Andrea Sander, Domherrin seit 2023